# John Henniker-Major (2e baron Henniker)
John Henniker-Major, 2e baron Henniker (19 avril 1752 - 4 décembre 1821) est un homme politique britannique.

## Biographie
Il est le fils de John Henniker (1er baron Henniker) et d'Anne Major. Il fait ses études au Collège d'Eton et au St John's College, à Cambridge. Il est élu à la Chambre des communes pour New Romney en 1785, poste qu'il occupe jusqu'en 1790, puis représente Steyning de 1794 à 1802. En 1803, il succède à son père en tant que second baron Henniker, mais il s'agissait d'une pairie irlandaise qui ne lui donne pas le droit de siéger à la Chambre des lords. Il revient à la Chambre des communes en tant que représentant de Rutland en 1805, jusqu'en 1812, puis siège pour Stamford entre 1812 et 1818. En 1792, il prend sous licence royale le nom additionnel de Major. Lord Henniker décède en décembre 1821, à l'âge de 69 ans. Son neveu John lui succède.